# Devin
Devin (bulharsky Девин) je město ležící v jižním Bulharsku, v údolí na jižních svazích Západních Rodopů. Je správním střediskem stejnojmenné obštiny a má přibližně 6 000 obyvatel.

## Historie
Jak dokládají archeologické nálezy je místo nepřetržitě osídleno od 11. století, nicméně osídlení tu bylo již ve 4. století. Za osmanské nadvlády, která zde začala v roce 1372, se město stalo střediskem zdejší oblasti a spadalo pod něj až 26 dědin. V roce 1635 je zaznamenáno jako Dövlen. V popisu z roku 1850 zde žilo 200 Pomaků v 60 domech neslo jméno Delen. V roce 1878, po rusko-turecké válce, se město stalo součástí Východní Rumélie, nicméně zdejší muslimské obyvatelstvo nepřijalo oddělení od Osmanské říše a vyhlásilo Tamrašskou republiku, která po faktickém připojení Východní Rumélie k Bulharsku v roce 1885 připadla Turecku podle smlouvy v Tophane. Následně bylo přejmenováno na Selime. Po druhé balkánské válce v roce 1913 zdejší muslimové ustanovili nezávislou vládu Západní Thrákie, která zanikla ještě téhož roku a jejíž území bylo připojeno k Bulharsku. Mezi roky 1923 a 1934 se jmenovalo Zdravec a od tehdy nese současný název.

## Obyvatelstvo
K 15. září 2024 ve městě žilo 5 955 obyvatel a bylo zde trvale hlášeno 6 486 obyvatel. Podle sčítání 1. února 2011 bylo národnostní složení následující:
- Bulhaři: 5 827 (95.6 %)
- Romové: 102 (1.7 %)
- Turci: 55 (0.9 %)
- ostatní[p 2]: 114 (1.9 %)